# إيمي غولدمان فولر
إيمي غولدمان فولر (بالإنجليزية: Amy P. Goldman)‏ هي محافظة على الطبيعة وسيدة أعمال أمريكية، ولدت في 1954.